# ويلهلم وينثر
ويلهلم وينثر (بالإسبانية: Wilhelm Winther)‏ هو دبلوماسي باراغواياني، ولد في 29 نوفمبر 1891، وتوفي في 5 أبريل 1983.